# Limeaceae
Limeaceae é uma família de plantas com flor que compreende subarbustos e espécies herbáceas, nativas da África tropical, de Leste e do Sul, e do Sul da Ásia.
Esta é uma família reconhecida recentemente através de pesquisas do sistema APG III para lidar com dificuldade filogenéticas de longo tempo em colocar vários géneros dentro da ordem Caryophyllales.
Anteriormente, os géneros que constituem esta família haviam sido colocadas na família Molluginaceae ou da família Aizoaceae.

## Descrição
São plantas herbáceas, anuais e perenes, ou arbustos. As folhas são simples e em algumas espécies são reduzidas a escamas, dispostos em espiral à volta do caule. Não apresentam estípulas.
As flores são hermafroditas. No geral apresentam cinco sépalas livres, as pétalas podem estar ausentes, poucas vezes de três a cinco. Os filamentos dos estames fundem-se na base. O gineceu apresenta de dois a sete carpelos fundidos numa ovário sincárpico. Cada lóculo leva de um a três óvulos com placentação axilar. O fruto é uma cápsula ou um esquizocarpo. As sementes podem ou não apresentar arilo. A dispersão das sementes realiza-se por endozoocoria. O número cromossómico é x = 9.

## Géneros e espécies
Segundo o APWeb esta família possui um género e 21 espécies.
O The Plant List regista um género, Limeum e 7 espécies aceites:
- Limeum argutecarinatum Wawra
- Limeum fenestratum (Fenzl) Heimerl
- Limeum myosotis H.Walter
- Limeum pauciflorum Moq.
- Limeum pterocarpum (J.Gay) Heimerl
- Limeum sulcatum (Klotzsch) Hutch.
- Limeum viscosum (J.Gay) Fenzl